# Protowetenschap
De term protowetenschap, of 'wetenschap in wording', verwijst naar oudere praktijken en concepten waaruit zich geleidelijk moderne wetenschappelijke vakgebieden hebben ontwikkeld. Voorbeelden zijn de astrologie als voorloper van de astronomie, en de alchemie als voorganger (en naamgever) van de chemie.
De term protowetenschap werd gebruikt in een essay uit 1970 van wetenschapsfiloof Thomas Kuhn, waarin deze poogde het overgangsgebied tussen pseudowetenschap en "echte" wetenschap in kaart te brengen. Met de term 'protowetenschap' verwees Kuhn naar die kennissystemen waarvoor een deugdelijke wetenschappelijke onderbouwing ontbreekt, maar die uiteindelijk wel aan de basis staan van serieuze wetenschapsbeoefening.